# حادثة الجسم الطائر المجهول في أورورا، تكساس

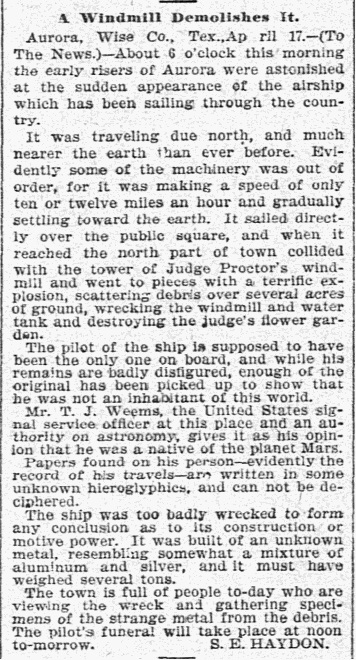
مقال في جريدة أصلية تصف الحادث ، بقلم أس.إي هايدون ، "طاحونة تم هدمها بواسطة جسم غريب" ، صحيفة دالاس مورنينج نيوز بتاريخ 19 أبريل 1897، ص رقم 5.

وقعت حادثة الجسم الطائر المجهول في أورورا، تكساس في 17 أبريل، 1897 وفقا لرويات السكان المحليين، تحطم جسم مجهول طائر في مزرعة ما بالقرب من مدينة أورورا، بولاية تكساس الأمريكية. يُزعم أن هذا الحادث (على غرار حادثة روزويل الأكثر شهرة بعد 50 عامًا) وقد أسفر هذا الحادث عن مقتل شخص، وقد تم دفن الجثة الغريبة المزعومة الملقبة بكيلبي Kelby في مقبرة لا تحمل علامات في المقبرة المحلية.

## الحادثة كما ذُكرت من قبل السكان

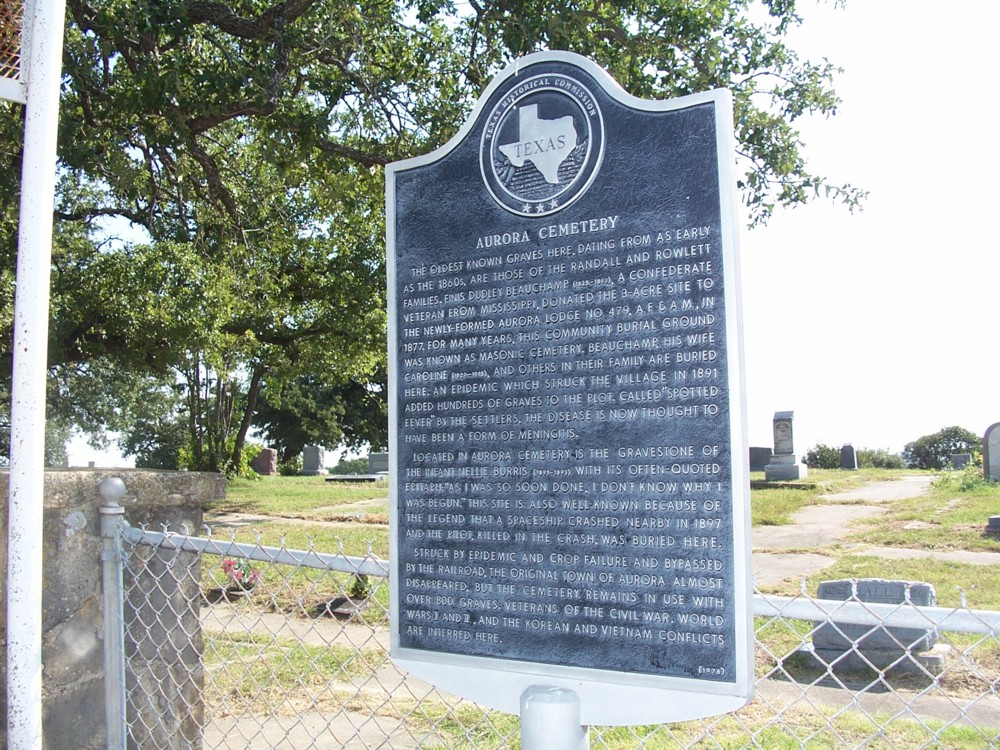
علامة تاريخية للجنة تكساس خارج مقبرة أورورا، حيث موقع المدفن المزعوم لطيار الجسم الغريب، الذي يُذكر أن الحادث وقع فيها.

خلال الفترة الزمنية بين عامي 1896-1897، تم الإبلاغ عن العديد من مشاهدات المنطاد الغامض على شكل سيجار في جميع أنحاء الولايات المتحدة.
و ظهرت واحدة من هذه القصص في عدد 17 أبريل 1897، من جريدة دالاس مورنينج نيوز. كتبه أحد مؤلفي صحيفة «دالاس مورنينج نيوز»، وهو إس. إي.هايدون،  والجسم الغريب المزعوم قد أصطدم بـطاحونة من ممتلكات القاضي جي إس بروكتور قبل يومين في حوالي الساعة 6:00 بالتوقيت المحلي (المركزي)،  مما أدى إلى تحطمها. الطيار (الذي ذُكر أنه «ليس من هذا الكوكب» أنما هو من «كوكب المريخ» وفقًا لما ذكره ضابط خدمة إشارة الجيش المسمى تي جي ويّمز TJ Weems  من فورت وورث القريبة)،  لم ينجو من الحادث، ودفن «علي الطقس المسيحي» في مقبرة أورورا القريبة. (تحتوي المقبرة على علامة تاريخية للجنة تكساس تشير إلى الحادث.)

وبحسب ما ورد، تم إلقاء حطام الطائرة من موقع تحطمها في بئر قريبة تقع تحت طاحونة الهواء التالفة، بينما انتهى المطاف بالآخير في القبر. إضافة إلى اللغز كانت قصة السيد براولي أوتس، الذي اشترى ممتلكات القاضي بروكتور حوالي عام 1935. قام أوتس بتنظيف الحطام من البئر من أجل استخدامه كمصدر للمياه، لكنه أُصيب فيما بعد حالة شديدة من التهاب المفاصل، والتي ادعى أنها ناتجة عن المياه الملوثة من إلقاء الحطام في البئر. نتيجة لذلك، قام أوتس بإغلاق البئر ببلاطة خرسانية ووضعها على السطح الخارجي للبلاطة. (وفقًا للكتابة على البلاطة، تم ذلك في عام 1945). 